# NGC 910
NGC 910 is een elliptisch sterrenstelsel in het sterrenbeeld Andromeda. Het hemelobject werd op 17 oktober 1786 ontdekt door de Duits-Britse astronoom William Herschel.

## Synoniemen
- PGC 9201
- UGC 1875
- MCG 7-6-14
- ZWG 539.17